# Theodore A. Postol
Theodore A. Postol (* 1946) ist ein US-amerikanischer Physiker und emeritierter Professor am Massachusetts Institute of Technology. Postol ist ein prominenter Kritiker von offiziellen Regierungsaussagen über die Effektivität der amerikanischen Raketenabwehr. Außerdem hält er die offizielle Sichtweise über die Giftgasangriffe in Syrien für unglaubwürdig.

## Leben
Postol schloss ein Studium der Physik am Massachusetts Institute of Technology ab und wurde dort in Nukleartechnik promoviert.
Postol arbeitete am Argonne National Laboratory, dem Office of Technology Assessment sowie später als wissenschaftlicher Berater für den Chief of Naval Operations.
Im Jahr 2000 wurde er als Experte bei Ermittlungen über die Effektivität von Raketen-Suchköpfen der Firma TRW herbeigezogen. Postol kam zum Schluss, dass bei TRW und dem Lincoln Laboratory des MIT wissenschaftliches Fehlverhalten vorliegen würde und informierte in einem Brief das Weiße Haus.
Bei den Giftgasangriffen von Ghuta und Chan Schaichun hält er die vom Westen vorgelegten Beweise für nicht stichhaltig.
Zusammen mit Robert Schmucker und Markus Schiller untersuchte er die bisher bekannten Daten zu den beiden Tests der nordkoreanischen Hwasong-14 im Juli 2017 und kam zu dem Schluss, dass es sich bei der Rakete mitnichten um eine Interkontinental-, sondern nur um eine durch (post-)sowjetische Technologie verbesserte Mittelstreckenrakete handle.
1990 erhielt er den Leo Szilard Lectureship Award.